# Christopher Lütken (forstmand)
 Der er flere personer med dette navn, se Christopher Lütken.
Christopher Lütken (født 24. marts 1826 i Mern, død 20. marts 1906 i Odense) var en dansk forstmand.
Han blev student i 1844 og påbegyndte et teologisk studium. Under Treårskrigen 1848-50 deltog han som frivillig. han blev forstkandidat 1856, foretog kemiske studier især over imprægnering af træ, blev assistent i statsskovvæsenet 1862, var kongelig skovtaksator 1870-1901, fra 1882 tillige leder af statens forstlige forsøgsvæsen. Mest blivende betydning fik han ved at anlægge talrige faste prøveflader i forskellige træarter rundt om i statsskovene og undersøge dem ved gentagne målinger, efter hans tid som fortsattes af forsøgsvæsenet. I 1901 blev han Ridder af Dannebrog. Han er begravet i Odense og gengivet i en tegning i familieeje.
Han skrev flere værker: Statistisk Beskrivelse af de danske Statsskove, Den Langenske Forstordning samt tidsskriftartikler med mere.

## Forfatterskab
- Om skovdyrkning i det vestlige Jylland (1866)
- Statistisk Beskrivelse af de danske Statsskove (1870)
- Den Langenske Forstordning (1899)